# آلکساندر کاراپتیان (خواننده)
آلکساندر کاراپتیان (ارمنی: Ալեքսանդր Կարապետյան؛  زادهٔ ۱۴ نوامبر ۱۸۸۲ - درگذشته ۱۶ ژوئیهٔ ۱۹۵۶) خواننده تنور و فعال اهل ارمنستان بود.

## زندگی‌نامه
وی در ۱۴ نوامبر ۱۸۸۲ در آستراخان به دنیا آمد و از کنسرواتوار مسکو و کنسرواتوار دولتی چایکوفسکی مسکو فارغ‌التحصیل گشت. وی در تالار اپرای ایروان فعالیت می‌کرد. وی همچنین برنده جوایزی همچون هنرمند مردمی ارمنستان شوروی (۱۹۳۹) و نشان برجسته افتخار شد. وی در ۱۶ ژوئیهٔ ۱۹۵۶ در سن ۷۳ سالگی در ایروان درگذشت.